# Eupithecia fasciata
Eupithecia fasciata är en fjärilsart som beskrevs av Taylor 1910. Eupithecia fasciata ingår i släktet Eupithecia och familjen mätare. Inga underarter finns listade i Catalogue of Life.